# UCI Nations’ Cup U23 2017
Der UCI Nations’ Cup U23 2017 ist die 11. Austragung des UCI Nations’ Cup U23, einer seit der Saison 2007 stattfindenden Serie der wichtigsten Rennen im Straßenradsport für Männer U23.

## Rennen
Nationencup-Rennen
| Datum          | Rennen                           | Sieger              |
| -------------- | -------------------------------- | ------------------- |
| 26. März       | Gent–Wevelgem / Kattekoers–Ieper | Jacob Hennessy      |
| 8. April       | Flandern-Rundfahrt U23           | Edward Dunbar       |
| 14.–15. April  | ZLM Tour                         | Christopher Lawless |
| 1.–4. Juni     | Grand Prix Priessnitz spa        | Bjorg Lambrecht     |
| 19.–26. August | Tour de l’Avenir                 | Egan Bernal         |

Internationale Meisterschaften
| Datum       | Rennen                                                             | Sieger                |
| ----------- | ------------------------------------------------------------------ | --------------------- |
| 27. Februar | Asiatische Radsportmeisterschaften – U23-Einzelzeitfahren          | Rei Onodera           |
| 1. März     | Asiatische Radsportmeisterschaften – U23-Straßenrennen             | Hayato Okamoto        |
| 5. Mai      | Panamerikanische Straßen-Radmeisterschaften – U23-Einzelzeitfahren | José Alexis Rodríguez |
| 6. Mai      | Panamerikanische Straßen-Radmeisterschaften – U23-Straßenrennen    | Matías Muñoz          |
| 3. August   | UEC-Straßen-Europameisterschaften – U23-Einzelzeitfahren           | Kasper Asgreen        |
| 5. August   | UEC-Straßen-Europameisterschaften – U23-Straßenrennen              | Casper Pedersen       |

## Gesamtwertung
| Position | Nation                 | Punkte |
| -------- | ---------------------- | ------ |
| 1        | Slowenien              | 105    |
| 2        | Frankreich             | 84     |
| 3        | Italien                | 76     |
| 4        | Schweiz                | 76     |
| 5        | Deutschland            | 52     |
| 6        | Dänemark               | 51     |
| 7        | Norwegen               | 43     |
| 8        | Vereinigtes Königreich | 41     |
| 9        | Spanien                | 39     |
| 10       | Belgien                | 38     |